# Jitka Frantová Pelikánová
Jitka Frantová Pelikánová, rozená Frantová, vdaná Pelikánová (1. května 1932, Malhostovice – 20. dubna 2020, Řím) byla česká a italská divadelní a filmová herečka, tanečnice a autorka. Jejím manželem byl Jiří Pelikán. 

## Život a kariéra
Narodila se Alfonsovi a Marii Frantovým v Malhostovicích. Matka ji posílala do rytmiky nebo na soukromé hodiny němčiny. Díky otci měla vztah ke sportu. Byl významným sportovcem. Zabýval se například atletikou, ve které získal za skoky a sprint několik mezinárodních ocenění a v Brně byl zakladatelem lehké atletiky v klubu Moravská Slávia. Když jí však bylo pět let, tragicky zemřel v slovenských Roháčích, když ochránil celou skupinu jedenácti osob, včetně její matky, před lavinou. Po dokončení gymnázia nastoupila na studium na JAMU, kde studovala kromě herectví také tanec a pantomimu. Jejím učitelem byla Vlasta Chramostová a již během studia vystupovala ve Státním divadle v Brně nebo v brněnském rozhlase. Získala státní stipendium ministerstva kultury, které jí umožnilo účastnit se divadelního semináře Jeana Vilara a Gérarda Philipa ve Francii. Po ukončení studia začala v roce 1952 roční angažmá ve Slováckém divadle v Uherském Hradišti. Poté přešla do Městského divadla v Kolíně, ze kterého byla v roce 1959 přijata do Divadla Rokoko v Praze, kde ztvárnila mnoho hlavních rolí činoherního repertoáru.
Už během studia si také zahrála ve filmu Velká příležitost z roku 1949. I poté hrála ve filmech, ale vždy to byly menší role, například ve filmech Král Králů nebo Komedie s klikou. Popularitu získala zejména díky postavě tety Boženky v seriálu Robot Emil a v následném cyklu Pohádky tety Boženky. Také pracovala pro rozhlas, kde měla vlastní komediální seriál Z deníku dívky Barborky.
Od roku 1963 žila s Jiřím Pelikánem, za kterého se také provdala. Jiří Pelikán byl od roku 1963 ve funkci generálního ředitele Československé televize, kde v roce 1968 prosazoval silně reformní názory, a i jeho zásluhou televize mnohem svobodněji informovala občany o tehdejších politických událostech. Po invazi vojsk Varšavské smlouvy do Československa čelila se svým mužem represivním opatřením a z Divadla Rokoko obdržela v roce 1968 hodinovou výpověď. Po krátkém působení v Hudebním divadle přišel v roce 1969 zákaz veškeré umělecké činnosti. Proto se rozhodla odjet se svým manželem do Itálie, kde byl „odsunut" do diplomatických služeb a stal se kulturním atašé místního Československého velvyslanectví.
Manželé podali žádost o politický azyl a oba pak získali italské občanství. Po přestěhování do Itálie neuměla ani jedno slovo italsky, ale díky své znalosti němčiny začala vystupovat v Německu. Po úspěšném uvedení Tonky Šibenice v bavorské televizi vyvíjeli českoslovenští funkcionáři tlak na pracovníky německé televize, aby s ní přerušili kontakty. Organizace DILIA zakázala českým umělcům spolupráci s ní a v roce 1972 byla v Praze v její nepřítomnosti odsouzena na tři roky do vězení. Měla vynikající jazykové schopnosti, což jí umožnilo rychle získat role v divadle, filmu, televizi a rozhlasu v Německu, Rakousku a Itálii. V divadle se zaměřovala hlavně na představení, která propagovala intelektuální a filozofická témata od českých i italských tvůrců. Ve Vídni například ztvárnila hlavní roli v inscenaci Věc Makropulos nebo v Itálii hrála postavu Madame Pace ve hře Luigiho Pirandella Šest postav hledá autora. V italských a německých televizních filmech a seriálech ztvárnila více než osmdesát postav. Například si zahrála v německém detektivním seriálu Místo činu nebo postavu inspirovanou životem Vlasty Chramostové v italském filmu Andělé moci (Angeli del potere) na základě divadelní hry Pavla Kohouta Marie zápasí s anděly.
Po sametové revoluci došlo k její rehabilitaci, a ačkoliv poté začala cestovat do Česka, i po úmrtí manžela Jiřího Pelikána zůstala nadále bydlet v Římě. V roce 1996 si zahrála v českém seriálu Konec velkých prázdnin. Na podnět ředitele pražského Národního divadla Daniela Dvořáka ke spolupráci s římským divadlem působila jako zprostředkovatelka mezi Národním divadlem v Praze a Teatro di Roma - Teatro Argentina. V roce 2008 uvedla v Praze, Brně a Bratislavě svou divadelní hru Moje pražské jaro (Mia Primavera di Praga), jež měla premiéru v Itálii. Pokračovala v herectví v divadle, psala knihy nebo vlastní divadelní hry a tancovala tango, jež ji uchvátilo. Vystupovala ve svém projektu 100 let tanga - Příběh velké lásky, a to nejen v Česku, ale i v Itálii.
Za svou práci obdržela řadu ocenění. Za roli Madame Pace v Pirandellově hře Šest postav hledá autora získala italskou hereckou cenu Protagonisti. Od italského prezidenta Carla Ciampiho obdržela stříbrnou plaketu za dlouhodobý přínos ke sblížení italské a české kultury. V roce 2005 byla oceněna bronzovou medailí Ministerstva zahraničních věcí ČR za celoživotní úsilí o rozvoj divadelní kultury, za rozmanitou činnost v oblasti herectví a za významný osobní přínos k posílení vztahů mezi Českou republikou a Itálií. V roce 2008 obdržela italský Řád za zásluhy v hodnosti komtura. U příležitosti výročí vzniku Československa 28. října 2015 byla vyznamenána prezidentem Milošem Zemanem medailí Za zásluhy I. třídy.
Od ledna 2020 se potýkala se zdravotními komplikacemi a měsíc strávila v nemocničním zařízení. Odpoledne 19. dubna 2020 poslala e-mailem dopis prezidentu Miloši Zemanovi a v noci z neděle na pondělí 20. dubna 2020 zemřela ve svém bytě v Římě ve věku 87 let. Kvůli italským opatřením proti pandemii covidu-19 se poslední rozloučení konalo až 9. června 2020 v síni Tempietto Egizio na římském hřbitově Campo Verano, kde byla poté pohřbena.

## Státní bezpečnost

### Spolupráce
Těsně před ceremoniálem předávání českých státních vyznamenání ji některé české noviny a tisky obvinily, že byla v šedesátých letech aktivní spolupracovnicí StB. Archivy československé Státní bezpečnosti (StB) ukazují, že byla od roku 1961 evidována jako agentka pod jménem Barbora a později Helena. Její registrační číslo bylo 11966, archivní číslo 811065, Z-136. V letech 1961 a 1962 nabízela obsáhlé a podrobné informace o svých kolezích v různých divadlech, jako byli Jan Werich, Jana Werichová, Hana Hegerová, Irena Kačírková, Soňa Červená nebo Ljuba Hermanová, včetně jejich osobního života. Státní bezpečnost jí za to dovolila cesty do západních států a několikrát ji vyslala do zahraničí, aby podávala zprávy o českých exulantech.
Když oznámila, že si hodlá vzít Jiřího Pelikána, Státní bezpečnost s ní ukončila spolupráci, protože spolupráce s nomenklaturními kádry a poslanci Národního shromáždění včetně jejich partnery byla zakázána. Krátká spolupráce se ale měla opakovat v letech 1965, 1967 a 1968. V roce 1973 byla ve spisech Státní bezpečnosti evidována jako emigrantka. V roce 1976 byla opět zapsána jako agentka pod pseudonymem Bába. Spis byl poničen v roce 1989.
Po uveřejnění těchto údajů poskytla médiím později vyjádření, v němž uvedla, že jde o výmysly estébáků, a popřela, že by donášela na své spolupracovníky, protože například herce Jana Wericha v životě nepotkala.

### Pronásledování
V roce 1974 se StB pokusila neúspěšně zabít nebo zranit jejího manžela prostřednictvím výbušné zásilky ve formě fingovaného balíku, který jim poslali do bytu.

## Filmografie
| Rok  | Název                      | Role                 | Poznámky                                                           |
| ---- | -------------------------- | -------------------- | ------------------------------------------------------------------ |
| 1949 | Veliká příležitost         | brigádnice           | film                                                               |
| 1952 | Zítra se bude tančit všude | dělnice Věra Petrová | film                                                               |
| 1960 | Vyšší princip              | služka u Worlitzka   | film                                                               |
| 1960 | Robot Emil                 | Boženka              | TV seriál                                                          |
| 1961 | Tereza                     | kadeřnice Liduška    | film                                                               |
| 1963 | Král Králů                 | lehká dívka          | film                                                               |
| 1964 | Komedie s Klikou           | blondýnka v baru     | film                                                               |
| 1965 | Hrdina má strach           | slečna z podatelny   | film                                                               |
| 1966 | Revue v mlze               |                      | TV film                                                            |
| 1966 | Pohádky tety Boženky       | Boženka              | TV seriál                                                          |
| 1972 | Galgentoni                 | Tonka "Šibenice"     | TV film                                                            |
| 1973 | Místo činu                 |                      | televizní seriál, díl: „Frauenmord“                                |
| 1974 | Nichts als Erinnerung      |                      | TV film                                                            |
| 1975 | Stumme Zeugen              |                      | TV film                                                            |
| 1982 | Místo činu                 |                      | televizní seriál, díl: „Mordkommando“                              |
| 1987 | Místo činu                 |                      | televizní seriál, díl: „Pension Tosca oder Die Sterne lügen nicht“ |
| 1988 | Andělé moci                | Marie                | TV film                                                            |
| 1996 | Konec velkých prázdnin     | matka                | TV seriál                                                          |